# 2-ethylhexaanzuur
2-ethylhexaanzuur, soms ook iso-octaanzuur genoemd, is een kleurloze, olieachtige vloeistof met een karakteristieke geur. Het is een isomeer van octaanzuur en heeft als brutoformule C8H16O2.

## Toepassingen
2-ethylhexaanzuur wordt voor uiteenlopende toepassingen gebruikt, vaak in de vorm van metaalzouten of organometaalcomplexen:
- Metaalzouten van 2-ethylhexaanzuur, vooral kobalt- en mangaan-2-ethylhexanoaat worden toegevoegd aan verven, inkten, vernissen en lakken om ze sneller te doen drogen
- het tin(II)zout tin(II)-ethylhexanoaat is een katalysator voor de synthese van polymelkzuur[1]
- bismut- en antimoon-2-ethylhexanoaat zijn precursoren voor supergeleidende materialen[2]
- zinkcomplexen met 2-ethylhexaanzuur in houtconserveringsmiddelen[3]
- metaalcomplexen van 2-ethylhexaanzuur worden veel gebruikt als stabilisator in pvc
- esters van 2-ethylhexaanzuur of vergelijkbare vetzuren kunnen gebruikt worden in smeeroliën voor koelinstallaties met 1,1,1,2-tetrafluorethaan.[4]

## Eigenschappen
Bij proeven op ratten is 2-ethylhexaanzuur teratogeen gebleken. De stof is daarom ingedeeld als mogelijk schadelijk voor het ongeboren kind. De stof kan in het lichaam terechtkomen via de pvc-weekmaker bis(2-ethylhexyl)ftalaat afkomstig uit de verpakking van voedingsmiddelen. In het lichaam wordt die omgezet in 2-ethylhexanol en vervolgens geoxideerd tot 2-ethylhexaanzuur.